# Jacquemontia pinetorum
Jacquemontia pinetorum är en vindeväxtart som beskrevs av Standley och Steyerm. Jacquemontia pinetorum ingår i släktet Jacquemontia och familjen vindeväxter. Inga underarter finns listade i Catalogue of Life.